# Jack Conger
Pour les articles homonymes, voir Conger.
Jack Conger est un nageur américain né le 26 septembre 1994 à Rockville. Il remporte la médaille d'or du relais 4 × 200 mètres nage libre aux Jeux olympiques d'été de 2016 à Rio de Janeiro.

## Palmarès

### Championnats du monde

#### Grand bassin
- Championnats du monde 2017 à Budapest :
  -  Médaille de bronze du relais 4 × 200 m nage libre
- Championnats du monde 2019 à Gwangju :
  -  Médaille d'argent du relais 4 × 100 m quatre nages (participe uniquement aux séries).
  -  Médaille de bronze du relais 4 × 200 m nage libre (participe uniquement aux séries)